# Protosmylus pictus
Protosmylus pictus là một loài côn trùng trong họ Osmylidae thuộc bộ Neuroptera. Loài này được Hagen in Berendt miêu tả năm 1856.